# Luis Casanova
Luis Ignacio Casanova Sandoval (Rancagua, Chile, 1 de julio de 1992) es un futbolista profesional chileno que juega de defensa central, actualmente se encuentra en Deportes Iquique de la Primera División de Chile.
Es hijo del exfutbolista Luis Casanova Sanhueza.

## Trayectoria
Se integró a los 17 años a las divisiones inferiores de O'Higgins, siendo promovido al primer equipo por el técnico Roberto Hernández, al igual que Juan Pablo Carrasco e Iván Cantillana. Debuta en el primer equipo en enero del 2009 y en el torneo de apertura chileno del año 2010 comienza a ser titular. Tiene la capacidad para jugar de defensa central o volante defensivo.
En diciembre de 2012 es cedido a préstamo a Unión Española, donde forma parte del plantel campeón del Torneo de Transición.
A mediados de 2013, es cedido a Unión La Calera, donde juega por dos temporadas. En 2015, refuerza a San Marcos de Arica. En el año 2017, refuerza a Deportes Temuco, donde se transforma en una pieza importante en el cuadro que consigue clasificar a la Copa Sudamericana 2018. 
En febrero de 2020, es anunciado como nuevo jugador de Universidad de Chile. Tras 4 temporadas en el conjunto laico, en las que inclusive llegó a portar la jineta de capitán, no renueva su contrato, despidiéndose del club el 5 de enero de 2024.Al día siguiente, es anunciado su fichaje por Deportes Iquique, cuadro recientemente ascendido a la Primera división chilena.

## Selección nacional
Ha disputado 5 partidos por la Selección de fútbol de Chile, no convirtiendo goles. Formó parte de la delegación oficial de sparrings de la Selección chilena en el Mundial de Sudáfrica. Debutó el 30 de mayo de 2010 ante Israel
En 2012, fue citado a la selección adulta de Chile por Claudio Borghi participando de varios amistosos.

### Partidos internacionales
| Partidos internacionales | Partidos internacionales | Partidos internacionales                                           | Partidos internacionales | Partidos internacionales | Partidos internacionales | Partidos internacionales | Partidos internacionales | Partidos internacionales | Partidos internacionales |
| N.º                      | Fecha                    | Estadio                                                            | Local                    | Resultado                | Visitante                | Goles                    | Asistencias              | DT                       | Competición              |
| ------------------------ | ------------------------ | ------------------------------------------------------------------ | ------------------------ | ------------------------ | ------------------------ | ------------------------ | ------------------------ | ------------------------ | ------------------------ |
| 1                        | 30 de mayo de 2010       | Estadio Municipal Alcaldesa Ester Roa Rebolledo, Concepción, Chile | Chile                    | 3-0                      | Israel                   |                          |                          | Marcelo Bielsa           | Amistoso                 |
| 2                        | 21 de diciembre de 2011  | Estadio La Portada, La Serena, Chile                               | Chile                    | 3-2                      | Paraguay                 |                          |                          | Claudio Borghi           | Amistoso                 |
| 3                        | 15 de febrero de 2012    | Estadio Feliciano Cáceres, Luque, Paraguay                         | Paraguay                 | 2-0                      | Chile                    |                          |                          | Claudio Borghi           | Amistoso                 |
| 4                        | 21 de marzo de 2012      | Estadio Carlos Dittborn, Arica, Chile                              | Chile                    | 3-1                      | Perú                     |                          |                          | Claudio Borghi           | Copa del Pacífico 2012   |
| 5                        | 11 de abril de 2012      | Estadio Jorge Basadre, Tacna, Perú                                 | Perú                     | 0-3                      | Chile                    |                          |                          | Claudio Borghi           | Copa del Pacífico 2012   |
| Total                    | Total                    | Total                                                              | Presencias               | 5                        | Goles                    | 0                        |                          |                          |                          |

| Selección chilena | Selección chilena | Selección chilena |
| Año               | Partidos          | Goles             |
| ----------------- | ----------------- | ----------------- |
| 2010              | 1                 | 0                 |
| 2011              | 1                 | 0                 |
| 2012              | 3                 | 0                 |
| Total             | 5                 | 0                 |

## Estadísticas
- Actualizado hasta el 25 de mayo de 2024.

| club                         | Div           | Temporada     | Liga  | Liga  | Copas nacionales | Copas nacionales | Copas internacionales | Copas internacionales | Total | Total |
| club                         | Div           | Temporada     | Part. | Goles | Part.            | Goles            | Part.                 | Goles                 | Part. | Goles |
| ---------------------------- | ------------- | ------------- | ----- | ----- | ---------------- | ---------------- | --------------------- | --------------------- | ----- | ----- |
| O'Higgins · Chile            | 1ª            | 2010          | 26    | 2     | 1                | 0                | —                     | —                     | 27    | 2     |
| O'Higgins · Chile            | 1ª            | 2011          | 16    | 1     | 5                | 0                | —                     | —                     | 21    | 1     |
| O'Higgins · Chile            | 1ª            | 2012          | 17    | 0     | 7                | 0                | —                     | —                     | 24    | 0     |
| Unión Española · Chile       | 1ª            | 2013          | 1     | 0     | —                | —                | —                     | —                     | 1     | 0     |
| Unión Española · Chile       | Total club    | Total club    | 1     | 0     | 0                | 0                | 0                     | 0                     | 1     | 0     |
| Unión La Calera · Chile      | 1ª            | 2013-14       | 18    | 1     | —                | —                | —                     | —                     | 18    | 1     |
| Unión La Calera · Chile      | 1ª            | 2014-15       | 17    | 0     | —                | —                | —                     | —                     | 17    | 0     |
| Unión La Calera · Chile      | Total club    | Total club    | 35    | 1     | 0                | 0                | 0                     | 0                     | 35    | 1     |
| O'Higgins · Chile            | 1ª            | 2014-15       | —     | —     | 2                | 0                | —                     | —                     | 2     | 0     |
| O'Higgins · Chile            | Total club    | Total club    | 59    | 3     | 15               | 0                | 0                     | 0                     | 74    | 3     |
| San Marcos de Arica · Chile  | 1ª            | 2015-16       | 17    | 2     | 5                | 0                | —                     | —                     | 22    | 2     |
| San Marcos de Arica · Chile  | Total club    | Total club    | 17    | 2     | 5                | 0                | 0                     | 0                     | 22    | 2     |
| Deportes Temuco · Chile      | 1ª            | 2016-17       | 15    | 0     | —                | —                | —                     | —                     | 15    | 0     |
| Deportes Temuco · Chile      | 1ª            | 2017          | 9     | 1     | 2                | 0                | —                     | —                     | 11    | 1     |
| Deportes Temuco · Chile      | 1ª            | 2018          | 22    | 0     | 2                | 0                | 3                     | 0                     | 27    | 0     |
| Deportes Temuco · Chile      | 2ª            | 2019          | 24    | 6     | 4                | 0                | —                     | —                     | 28    | 6     |
| Deportes Temuco · Chile      | 2ª            | 2020          | 4     | 1     | —                | —                | —                     | —                     | 4     | 1     |
| Deportes Temuco · Chile      | Total club    | Total club    | 74    | 8     | 8                | 0                | 3                     | 0                     | 85    | 7     |
| Universidad de Chile · Chile | 1ª            | 2020          | 24    | 0     | —                | —                | —                     | —                     | 24    | 0     |
| Universidad de Chile · Chile | 1ª            | 2021          | 15    | 0     | 2                | 0                | 1                     | 0                     | 18    | 0     |
| Universidad de Chile · Chile | 1ª            | 2022          | 5     | 0     | 4                | 0                | 0                     | 0                     | 9     | 0     |
| Universidad de Chile · Chile | 1ª            | 2023          | 28    | 1     | 2                | 1                | 0                     | 0                     | 30    | 2     |
| Universidad de Chile · Chile | Total club    | Total club    | 72    | 1     | 8                | 1                | 1                     | 0                     | 81    | 2     |
| Deportes Iquique · Chile     | 1.ª           | 2024          | 13    | 0     | 0                | 0                | —                     | —                     | 13    | 0     |
| Deportes Iquique · Chile     | Total club    | Total club    | 13    | 0     | 0                | 0                | 0                     | 0                     | 13    | 0     |
| Total carrera                | Total carrera | Total carrera | 271   | 15    | 36               | 1                | 4                     | 0                     | 311   | 16    |
| 1. 2. 3. 4.                  |               |               |       |       |                  |                  |                       |                       |       |       |

## Palmarés

### Campeonatos nacionales
| Título           | Equipo         | País  | Año    |
| ---------------- | -------------- | ----- | ------ |
| Primera División | Unión Española | Chile | 2013-T |

### Capitán de Universidad de Chile
| Predecesor: Felipe Seymour | Capitán de Universidad de Chile 2023 | Sucesor: Marcelo Díaz |